# Usina Hidrelétrica de Canoas II
A Usina Hidrelétrica Canoas II está localizada no Rio Paranapanema que divide os estados de São Paulo e Paraná na altura dos municípios de Palmital/SP e Andirá/PR.

## Características
O início da construção da usina foi em 1992, e concluída em 1999, possui três turbinas tipo bulbo, que geram até 72 MW, a partir de um desnível de 14, 5m. A área do reservatório é de 22,5 km². Programas ambientais: Projeto de viveiro de produção de mudas.
A companhia Duke Energy, que administrava a usina, optou pela construção de uma hidrelétrica de menor porte, com isso reduziu em mais de 40% a área de inundação de terras férteis. Em 2016 a CTG Brasil comprou as usinas de Canoas II e I.
Opera a nível constante de 366 m acima do nível do mar.
É considerada uma usina hidrelétrica a fio d'água.